# Magia (chanson de Kalafina)
Pour les articles homonymes, voir Magia.
 (mai 2024).
Si vous disposez d'ouvrages ou d'articles de référence ou si vous connaissez des sites web de qualité traitant du thème abordé ici, merci de compléter l'article en donnant les références utiles à sa vérifiabilité et en les liant à la section « Notes et références ».
Singles de Kalafina
Kagayaku Sora no Shijima ni wa
(2010) To the beginning
(2012)
Magia est le 9e single de Kalafina sorti sous le label Sony Music Entertainment Japan le 16 février 2011 au Japon. Il arrive 7e à l'Oricon. Il se vend à 22 335 exemplaires la première semaine et reste classé 21 semaines pour un total de 48 679 exemplaires vendus. Il sort en format CD, CD Anime et CD+DVD.
Magia a été utilisé comme thème de fermeture pour l'anime Maho Shojo Madoka Magica. Elle se trouve sur l'album After Eden.

## Liste des titres
| 1. | Magia                | 5:12 |
| 2. | Snow falling         | 4:42 |
| 3. | Magia (Instrumental) | 5:08 |

| 1. | Magia |  |

| 1. | Magia                |  |
| 2. | Magia (magic mix)    |  |
| 3. | Magia (TV Version)   |  |
| 4. | Magia (Instrumental) |  |